# Course en ligne féminine aux championnats d'Europe de cyclisme sur route 2020
La course en ligne féminine des championnats d'Europe de cyclisme sur route 2020 a lieu le 27 août 2020 à Plouay, en France. Elle est remportée par la Néerlandaise Annemiek van Vleuten. 

## Parcours

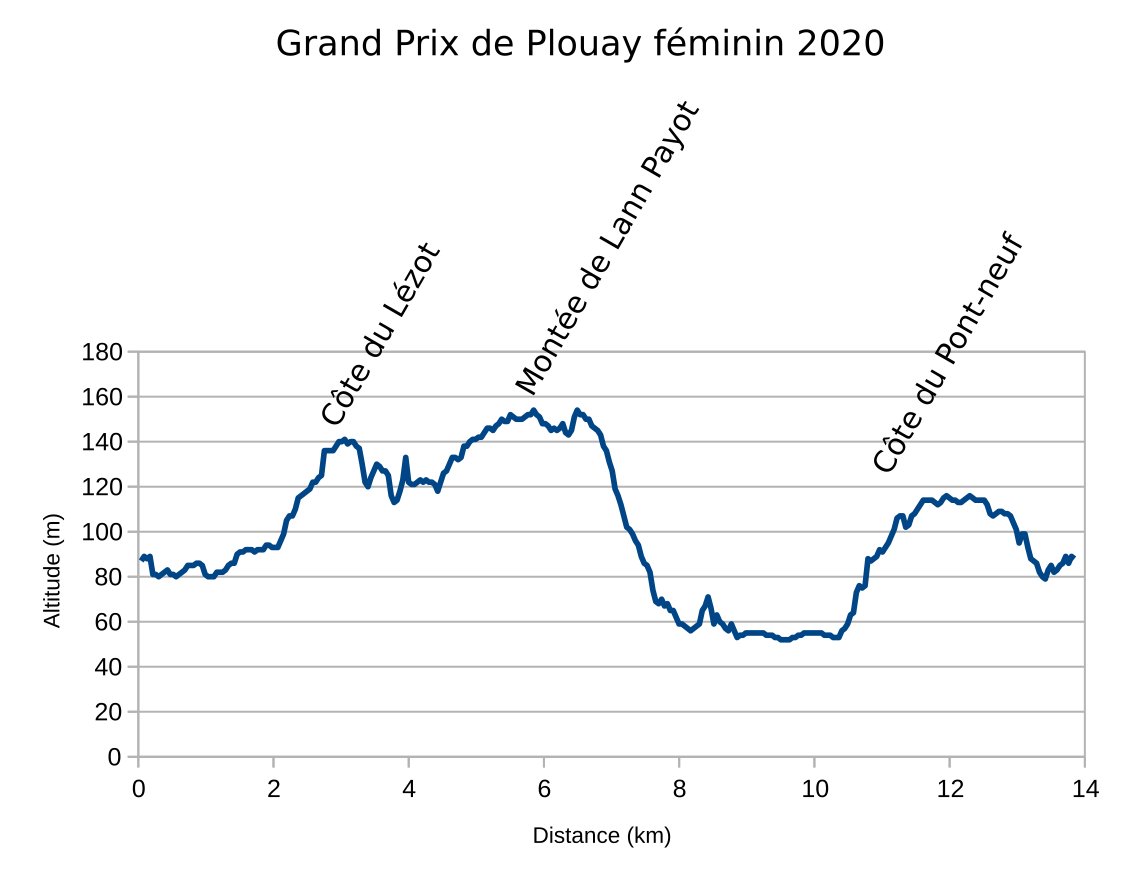
Profil du circuit

Le circuit est identique à celui du Grand Prix de Plouay. Il est parcouru huit fois pour une distance totale de 109,2 km.

## Favorites
L'équipe des Pays-Bas fait figure de favorite avec parmi elle : la championne du monde Annemiek van Vleuten, la championne olympique Anna van der Breggen, la vainqueur sortante Amy Pieters, Marianne Vos et Chantal Blaak. L'équipe d'Italie représente la deuxième force en présence avec la puncheuse Elisa Longo Borghini, la sprinteuse Marta Bastianelli ou la polyvalente et souvent placée à Plouay Elena Cecchini. L'équipe d'Allemagne se présente avec Lisa Brennauer et Lisa Klein. Les autres favorites sont  Cecilie Uttrup Ludwig, Katarzyna Niewiadoma et Audrey Cordon.

## Récit de la course
La météo est pluvieuse. Dans le premier tour, un groupe de onze coureuses sort. À mi-course, ce sont vingt-trois coureuses, incluant les favorites, qui sont en tête. À trois tours de l'arrivée, la côte du Lézot provoque une accélération du rythme. À son sommet, à trente-huit kilomètres de l'arrivée, Elise Chabbey chute à l'avant du groupe et entraîne avec elle Elizabeth Deignan, Cecilie Uttrup Ludwig, Lisa Brennauer et Marlen Reusser. Peu après, Chantal Blaak place une attaque dans la montée de Lann Payot avec Elena Cecchini dans la roue. Un kilomètre plus loin, Marianne Vos passe à l'offensive avec Annemiek van Vleuten dans la roue. Elle est immédiatement prise en chasse par Elisa Longo Borghini alors que Marianne Vos se relève. Katarzyna Niewiadoma opère rapidement la jonction. Dans la côte du Lézot, Cecilie Uttrup Ludwig, revenue de sa chute, attaque mais est suivie par Ellen van Dijk, Amy Pieters et Audrey Cordon alors que l'écart est d'une vingtaine de secondes. Elles sont immédiatement reprises. À vingt-trois kilomètres de l'arrivée, Chantal Blaak sort seule et revient sur le groupe de tête. Annemiek van Vleuten, qui jusqu'alors s'économisait, se met au service de Chantal Blaak et mène le groupe. L'écart monte à la minute. Dans le dernier tour, Elisa Longo Borghini attaque dans la côte du Lézot. Annemiek van Vleuten et Katarzyna Niewiadoma reviennent sur l'Italienne mais Chantal Blaak est distancée. Annemiek van Vleuten place une accélération violente dans la montée Lann Payot alors que ses adversaires sont affaiblies. Elisa Longo Borghini revient après deux kilomètres de chasse. À quatre kilomètres de l'arrivée, Chantal Blaak et Katarzyna Niewiadoma reviennent ensemble sur le duo de tête. Dans la dernière difficulté de la journée, Elisa Longo Borghini attaque. Après une temporisation, Annemiek van Vleuten renchérit, seule l'Italienne peut suivre. Au sprint, Annemiek van Vleuten s'impose. Katarzyna Niewiadoma prend la troisième place. Audrey Cordon est cinquième détachée, tandis que le sprint du peloton est remporté par Lisa Brennauer.

## Classement
| \| Classement général \| Classement général \| Classement général \| Classement général \| Classement général \| \| Coureur \| Coureur \| Pays \| Équipe \| Temps \| \| ------------------ \| --------------------------- \| ------------------ \| ------------------ \| ------------------ \| \| 1re \| Annemiek van Vleuten \| Pays-Bas \| Pays-Bas \| 2 h 50 min 46 s \| \| 2e \| Elisa Longo Borghini \| Italie \| Italie \| + 1 s \| \| 3e \| Katarzyna Niewiadoma \| Pologne \| Pologne \| + 6 s \| \| 4e \| Chantal van den Broek-Blaak \| Pays-Bas \| Pays-Bas \| + 7 s \| \| 5e \| Audrey Cordon-Ragot \| France \| France \| + 2 min 30 s \| \| 6e \| Lisa Brennauer \| Allemagne \| Allemagne \| + 3 min 28 s \| \| 7e \| Lotte Kopecky \| Belgique \| Belgique \| + 3 min 28 s \| \| 8e \| Marianne Vos \| Pays-Bas \| Pays-Bas \| + 3 min 28 s \| \| 9e \| Elena Cecchini \| Italie \| Italie \| + 3 min 28 s \| \| 10e \| Amy Pieters \| Pays-Bas \| Pays-Bas \| + 3 min 29 s \| |                             |           |           |                 |
| |                             |           |           |                 |
| Source : Cycling Quotient |                             |           |           |                 |
| Classement général |                             |           |           |                 |
| Coureur | Coureur                     | Pays      | Équipe    | Temps           |
| 1re | Annemiek van Vleuten        | Pays-Bas  | Pays-Bas  | 2 h 50 min 46 s |
| 2e | Elisa Longo Borghini        | Italie    | Italie    | + 1 s           |
| 3e | Katarzyna Niewiadoma        | Pologne   | Pologne   | + 6 s           |
| 4e | Chantal van den Broek-Blaak | Pays-Bas  | Pays-Bas  | + 7 s           |
| 5e | Audrey Cordon-Ragot         | France    | France    | + 2 min 30 s    |
| 6e | Lisa Brennauer              | Allemagne | Allemagne | + 3 min 28 s    |
| 7e | Lotte Kopecky               | Belgique  | Belgique  | + 3 min 28 s    |
| 8e | Marianne Vos                | Pays-Bas  | Pays-Bas  | + 3 min 28 s    |
| 9e | Elena Cecchini              | Italie    | Italie    | + 3 min 28 s    |
| 10e | Amy Pieters                 | Pays-Bas  | Pays-Bas  | + 3 min 29 s    |

## Liste des participantes
| Légende | Légende                                                                                  | Légende | Légende                                                    |
| ------- | ---------------------------------------------------------------------------------------- | ------- | ---------------------------------------------------------- |
| Num     | Dossard de départ porté par le coureur sur ce championnat d'Europe de cyclisme sur route | Pos     | Position à l'arrivée de la course                          |
|         | Indique un maillot de champion national ou mondial, suivi de sa spécialité               | NP      | Indique un coureur qui n'a pas pris le départ de la course |
| AB      | Indique un coureur qui n'a pas terminé la course                                         | HD      | Indique un coureur qui a terminé la course hors des délais |

| Pays-Bas NED | Pays-Bas NED                | Pays-Bas NED |
| ------------ | --------------------------- | ------------ |
| Num          | Coureur                     | Pos          |
| 1            | Amy Pieters                 | 10e          |
| 2            | Lorena Wiebes               | AB           |
| 3            | Demi Vollering              | 19e          |
| 4            | Anna van der Breggen        | 21e          |
| 5            | Chantal van den Broek-Blaak | 4e           |
| 6            | Marianne Vos                | 8e           |
| 7            | Ellen van Dijk              | 17e          |
| 8            | Annemiek van Vleuten        | 1re          |

| France FRA | France FRA          | France FRA |
| ---------- | ------------------- | ---------- |
| Num        | Coureur             | Pos        |
| 9          | Victorie Guilman    | AB         |
| 10         | Gladys Verhulst     | 46e        |
| 11         | Greta Richioud      | AB         |
| 12         | Coralie Demay       | AB         |
| 13         | Eugénie Duval       | 38e        |
| 14         | Roxane Fournier     | AB         |
| 15         | Aude Biannic        | 25e        |
| 16         | Audrey Cordon-Ragot | 5e         |

| Italie ITA | Italie ITA                | Italie ITA |
| ---------- | ------------------------- | ---------- |
| Num        | Coureur                   | Pos        |
| 17         | Marta Cavalli             | 18e        |
| 18         | Katia Ragusa              | 39e        |
| 19         | Soraya Paladin            | 22e        |
| 20         | Maria Giulia Confalonieri | 27e        |
| 21         | Elena Cecchini            | 9e         |
| 22         | Elisa Longo Borghini      | 2e         |
| 23         | Marta Bastianelli         | AB         |
| 24         | Tatiana Guderzo           | 50e        |

| Allemagne GER | Allemagne GER    | Allemagne GER |
| ------------- | ---------------- | ------------- |
| Num           | Coureur          | Pos           |
| 25            | Lisa Klein       | AB            |
| 26            | Clara Koppenburg | 48e           |
| 27            | Mieke Kröger     | AB            |
| 28            | Kathrin Hammes   | AB            |
| 29            | Lisa Brennauer   | 6e            |
| 30            | Romy Kasper      | AB            |
| 31            | Charlotte Becker | AB            |
| 32            | Trixi Worrack    | AB            |

| Danemark DEN | Danemark DEN          | Danemark DEN |
| ------------ | --------------------- | ------------ |
| Num          | Coureur               | Pos          |
| 33           | Pernille Mathiesen    | AB           |
| 34           | Amalie Dideriksen     | 31e          |
| 35           | Cecilie Uttrup Ludwig | 16e          |
| 36           | Julie Norman Leth     | 36e          |
| 37           | Fie Østerby           | AB           |
| 38           | Birgitte Andersen     | 47e          |

| Espagne ESP | Espagne ESP      | Espagne ESP |
| ----------- | ---------------- | ----------- |
| Num         | Coureur          | Pos         |
| 39          | Alba Teruel      | AB          |
| 40          | Alicia González  | 28e         |
| 41          | Eider Merino     | AB          |
| 42          | Lourdes Oyarbide | AB          |
| 43          | Sheyla Gutiérrez | AB          |
| 44          | Ziortza Isasi    | AB          |
| 45          | Ane Santesteban  | 24e         |
| 46          | Mavi García      | 41e         |

| Belgique BEL | Belgique BEL        | Belgique BEL |
| ------------ | ------------------- | ------------ |
| Num          | Coureur             | Pos          |
| 47           | Jesse Vandenbulcke  | 30e          |
| 48           | Lotte Kopecky       | 7e           |
| 49           | Kelly Van den Steen | AB           |
| 50           | Valerie Demey       | 35e          |
| 51           | Julie Van de Velde  | AB           |
| 52           | Sanne Cant          | AB           |

| Norvège NOR | Norvège NOR      | Norvège NOR |
| ----------- | ---------------- | ----------- |
| Num         | Coureur          | Pos         |
| 53          | Susanne Andersen | 29e         |
| 54          | Katrine Aalerud  | 49e         |
| 55          | Stine Borgli     | AB          |
| 56          | Ingrid Lorvik    | 51e         |
| 57          | Vita Heine       | 43e         |

| Pologne POL | Pologne POL          | Pologne POL |
| ----------- | -------------------- | ----------- |
| Num         | Coureur              | Pos         |
| 58          | Marta Lach           | 13e         |
| 59          | Dorota Przezak       | AB          |
| 60          | Katarzyna Niewiadoma | 3e          |
| 61          | Anna Plichta         | AB          |
| 62          | Monika Brzeźna       | 32e         |
| 63          | Małgorzata Jasińska  | 42e         |

| Luxembourg LUX | Luxembourg LUX    | Luxembourg LUX |
| -------------- | ----------------- | -------------- |
| Num            | Coureur           | Pos            |
| 64             | Christine Majerus | 12e            |

| Biélorussie BLR | Biélorussie BLR  | Biélorussie BLR |
| --------------- | ---------------- | --------------- |
| Num             | Coureur          | Pos             |
| 65              | Alena Amialiusik | AB              |

| Grande-Bretagne GBR | Grande-Bretagne GBR | Grande-Bretagne GBR |
| ------------------- | ------------------- | ------------------- |
| Num                 | Coureur             | Pos                 |
| 66                  | Alice Barnes        | 44e                 |
| 67                  | Hannah Barnes       | 20e                 |
| 68                  | Elizabeth Banks     | AB                  |
| 69                  | Lizzie Deignan      | AB                  |

| Suède SWE | Suède SWE     | Suède SWE |
| --------- | ------------- | --------- |
| Num       | Coureur       | Pos       |
| 70        | Hanna Nilsson | 37e       |
| 71        | Emilia Fahlin | 11e       |

| Suisse SUI | Suisse SUI         | Suisse SUI |
| ---------- | ------------------ | ---------- |
| Num        | Coureur            | Pos        |
| 72         | Elise Chabbey      | 14e        |
| 73         | Marlen Reusser     | 15e        |
| 74         | Kathrin Stirnemann | AB         |
| 75         | Melanie Maurer     | 45e        |

| Slovénie SLO | Slovénie SLO  | Slovénie SLO |
| ------------ | ------------- | ------------ |
| Num          | Coureur       | Pos          |
| 76           | Urška Žigart  | AB           |
| 77           | Špela Kern    | AB           |
| 78           | Eugenia Bujak | 23e          |
| 79           | Urša Pintar   | AB           |

| Ukraine UKR | Ukraine UKR        | Ukraine UKR |
| ----------- | ------------------ | ----------- |
| Num         | Coureur            | Pos         |
| 80          | Olga Shekel        | AB          |
| 81          | Valeriya Kononenko | 26e         |
| 82          | Olena Sharga       | 34e         |
| 83          | Yevheniya Vysotska | AB          |

| Lituanie LTU | Lituanie LTU    | Lituanie LTU |
| ------------ | --------------- | ------------ |
| Num          | Coureur         | Pos          |
| 84           | Kataržina Sosna | AB           |
| 85           | Rasa Leleivytė  | 33e          |

| Tchéquie CZE | Tchéquie CZE      | Tchéquie CZE |
| ------------ | ----------------- | ------------ |
| Num          | Coureur           | Pos          |
| 86           | Nikola Nosková    | 40e          |
| 87           | Nikola Bajgerová  | AB           |
| 88           | Jarmila Machačová | AB           |

| Israël ISR | Israël ISR       | Israël ISR |
| ---------- | ---------------- | ---------- |
| Num        | Coureur          | Pos        |
| 89         | Omer Shapira     | AB         |
| 90         | Rotem Gafinovitz | AB         |

| Autriche AUT | Autriche AUT          | Autriche AUT |
| ------------ | --------------------- | ------------ |
| Num          | Coureur               | Pos          |
| 91           | Kathrin Schweinberger | AB           |
| 92           | Angelika Tazreiter    | AB           |

| Grèce GRE | Grèce GRE     | Grèce GRE |
| --------- | ------------- | --------- |
| Num       | Coureur       | Pos       |
| 93        | Argyro Milaki | AB        |
| 94        | Varvara Fasoi | AB        |

| Slovaquie SVK | Slovaquie SVK    | Slovaquie SVK |
| ------------- | ---------------- | ------------- |
| Num           | Coureur          | Pos           |
| 95            | Tereza Medvedová | AB            |

| Pays-Bas NED | Pays-Bas NED                | Pays-Bas NED |
| ------------ | --------------------------- | ------------ |
| Num          | Coureur                     | Pos          |
| 1            | Amy Pieters                 | 10e          |
| 2            | Lorena Wiebes               | AB           |
| 3            | Demi Vollering              | 19e          |
| 4            | Anna van der Breggen        | 21e          |
| 5            | Chantal van den Broek-Blaak | 4e           |
| 6            | Marianne Vos                | 8e           |
| 7            | Ellen van Dijk              | 17e          |
| 8            | Annemiek van Vleuten        | 1re          |

| France FRA | France FRA          | France FRA |
| ---------- | ------------------- | ---------- |
| Num        | Coureur             | Pos        |
| 9          | Victorie Guilman    | AB         |
| 10         | Gladys Verhulst     | 46e        |
| 11         | Greta Richioud      | AB         |
| 12         | Coralie Demay       | AB         |
| 13         | Eugénie Duval       | 38e        |
| 14         | Roxane Fournier     | AB         |
| 15         | Aude Biannic        | 25e        |
| 16         | Audrey Cordon-Ragot | 5e         |

| Italie ITA | Italie ITA                | Italie ITA |
| ---------- | ------------------------- | ---------- |
| Num        | Coureur                   | Pos        |
| 17         | Marta Cavalli             | 18e        |
| 18         | Katia Ragusa              | 39e        |
| 19         | Soraya Paladin            | 22e        |
| 20         | Maria Giulia Confalonieri | 27e        |
| 21         | Elena Cecchini            | 9e         |
| 22         | Elisa Longo Borghini      | 2e         |
| 23         | Marta Bastianelli         | AB         |
| 24         | Tatiana Guderzo           | 50e        |

| Allemagne GER | Allemagne GER    | Allemagne GER |
| ------------- | ---------------- | ------------- |
| Num           | Coureur          | Pos           |
| 25            | Lisa Klein       | AB            |
| 26            | Clara Koppenburg | 48e           |
| 27            | Mieke Kröger     | AB            |
| 28            | Kathrin Hammes   | AB            |
| 29            | Lisa Brennauer   | 6e            |
| 30            | Romy Kasper      | AB            |
| 31            | Charlotte Becker | AB            |
| 32            | Trixi Worrack    | AB            |

| Danemark DEN | Danemark DEN          | Danemark DEN |
| ------------ | --------------------- | ------------ |
| Num          | Coureur               | Pos          |
| 33           | Pernille Mathiesen    | AB           |
| 34           | Amalie Dideriksen     | 31e          |
| 35           | Cecilie Uttrup Ludwig | 16e          |
| 36           | Julie Norman Leth     | 36e          |
| 37           | Fie Østerby           | AB           |
| 38           | Birgitte Andersen     | 47e          |

| Espagne ESP | Espagne ESP      | Espagne ESP |
| ----------- | ---------------- | ----------- |
| Num         | Coureur          | Pos         |
| 39          | Alba Teruel      | AB          |
| 40          | Alicia González  | 28e         |
| 41          | Eider Merino     | AB          |
| 42          | Lourdes Oyarbide | AB          |
| 43          | Sheyla Gutiérrez | AB          |
| 44          | Ziortza Isasi    | AB          |
| 45          | Ane Santesteban  | 24e         |
| 46          | Mavi García      | 41e         |

| Belgique BEL | Belgique BEL        | Belgique BEL |
| ------------ | ------------------- | ------------ |
| Num          | Coureur             | Pos          |
| 47           | Jesse Vandenbulcke  | 30e          |
| 48           | Lotte Kopecky       | 7e           |
| 49           | Kelly Van den Steen | AB           |
| 50           | Valerie Demey       | 35e          |
| 51           | Julie Van de Velde  | AB           |
| 52           | Sanne Cant          | AB           |

| Norvège NOR | Norvège NOR      | Norvège NOR |
| ----------- | ---------------- | ----------- |
| Num         | Coureur          | Pos         |
| 53          | Susanne Andersen | 29e         |
| 54          | Katrine Aalerud  | 49e         |
| 55          | Stine Borgli     | AB          |
| 56          | Ingrid Lorvik    | 51e         |
| 57          | Vita Heine       | 43e         |

| Pologne POL | Pologne POL          | Pologne POL |
| ----------- | -------------------- | ----------- |
| Num         | Coureur              | Pos         |
| 58          | Marta Lach           | 13e         |
| 59          | Dorota Przezak       | AB          |
| 60          | Katarzyna Niewiadoma | 3e          |
| 61          | Anna Plichta         | AB          |
| 62          | Monika Brzeźna       | 32e         |
| 63          | Małgorzata Jasińska  | 42e         |

| Luxembourg LUX | Luxembourg LUX    | Luxembourg LUX |
| -------------- | ----------------- | -------------- |
| Num            | Coureur           | Pos            |
| 64             | Christine Majerus | 12e            |

| Biélorussie BLR | Biélorussie BLR  | Biélorussie BLR |
| --------------- | ---------------- | --------------- |
| Num             | Coureur          | Pos             |
| 65              | Alena Amialiusik | AB              |

| Grande-Bretagne GBR | Grande-Bretagne GBR | Grande-Bretagne GBR |
| ------------------- | ------------------- | ------------------- |
| Num                 | Coureur             | Pos                 |
| 66                  | Alice Barnes        | 44e                 |
| 67                  | Hannah Barnes       | 20e                 |
| 68                  | Elizabeth Banks     | AB                  |
| 69                  | Lizzie Deignan      | AB                  |

| Suède SWE | Suède SWE     | Suède SWE |
| --------- | ------------- | --------- |
| Num       | Coureur       | Pos       |
| 70        | Hanna Nilsson | 37e       |
| 71        | Emilia Fahlin | 11e       |

| Suisse SUI | Suisse SUI         | Suisse SUI |
| ---------- | ------------------ | ---------- |
| Num        | Coureur            | Pos        |
| 72         | Elise Chabbey      | 14e        |
| 73         | Marlen Reusser     | 15e        |
| 74         | Kathrin Stirnemann | AB         |
| 75         | Melanie Maurer     | 45e        |

| Slovénie SLO | Slovénie SLO  | Slovénie SLO |
| ------------ | ------------- | ------------ |
| Num          | Coureur       | Pos          |
| 76           | Urška Žigart  | AB           |
| 77           | Špela Kern    | AB           |
| 78           | Eugenia Bujak | 23e          |
| 79           | Urša Pintar   | AB           |

| Ukraine UKR | Ukraine UKR        | Ukraine UKR |
| ----------- | ------------------ | ----------- |
| Num         | Coureur            | Pos         |
| 80          | Olga Shekel        | AB          |
| 81          | Valeriya Kononenko | 26e         |
| 82          | Olena Sharga       | 34e         |
| 83          | Yevheniya Vysotska | AB          |

| Lituanie LTU | Lituanie LTU    | Lituanie LTU |
| ------------ | --------------- | ------------ |
| Num          | Coureur         | Pos          |
| 84           | Kataržina Sosna | AB           |
| 85           | Rasa Leleivytė  | 33e          |

| Tchéquie CZE | Tchéquie CZE      | Tchéquie CZE |
| ------------ | ----------------- | ------------ |
| Num          | Coureur           | Pos          |
| 86           | Nikola Nosková    | 40e          |
| 87           | Nikola Bajgerová  | AB           |
| 88           | Jarmila Machačová | AB           |

| Israël ISR | Israël ISR       | Israël ISR |
| ---------- | ---------------- | ---------- |
| Num        | Coureur          | Pos        |
| 89         | Omer Shapira     | AB         |
| 90         | Rotem Gafinovitz | AB         |

| Autriche AUT | Autriche AUT          | Autriche AUT |
| ------------ | --------------------- | ------------ |
| Num          | Coureur               | Pos          |
| 91           | Kathrin Schweinberger | AB           |
| 92           | Angelika Tazreiter    | AB           |

| Grèce GRE | Grèce GRE     | Grèce GRE |
| --------- | ------------- | --------- |
| Num       | Coureur       | Pos       |
| 93        | Argyro Milaki | AB        |
| 94        | Varvara Fasoi | AB        |

| Slovaquie SVK | Slovaquie SVK    | Slovaquie SVK |
| ------------- | ---------------- | ------------- |
| Num           | Coureur          | Pos           |
| 95            | Tereza Medvedová | AB            |